# Medizinisch Wissenschaftliche Verlagsgesellschaft
Die Medizinisch Wissenschaftliche Verlagsgesellschaft mbH & Co. KG in Berlin wurde 2005 gegründet und publiziert Bücher in den Themengebieten Medizin, Management und Gesellschaft. Gründer, Inhaber und Verleger ist Thomas Hopfe. Seit 2023 ist der Verlag Teil der Mediengruppe Deutscher Apotheker Verlag.
Programmschwerpunkte sind:
- Anästhesie – Intensivmedizin – Notfallmedizin – Schmerztherapie
- Management im Gesundheitswesen – Krankenhausmanagement – Gesundheitssystem – Gesundheitspolitik – Public Health – Neue Versorgungsformen (z. B. Integrierte Versorgung)
- Zukunft – Digitale Transformation – Nachhaltigkeit
- Psychiatrie – Kinder- und Jugendpsychiatrie – Psychotherapie – Forensische Psychiatrie – Kunsttherapie
- Gesellschaftsthemen und Politik

Im Jahr erscheinen ca. 40 Titel.